# 1880
Évszázadok: 18. század – 19. század – 20. század
Évtizedek: 1830-as évek – 1840-es évek – 1850-es évek – 1860-as évek – 1870-es évek – 1880-as évek – 1890-es évek – 1900-as évek – 1910-es évek – 1920-as évek – 1930-as évek
Évek: 1875 – 1876 – 1877 – 1878 –  1879 – 1880 – 1881 – 1882 – 1883 – 1884 – 1885

## Események

### Határozott dátumú események
- január 1. – Megkezdődik a Panama-csatorna építése.[1]
- március 29. – Franciaországban elrendelik a jezsuita oktatási intézmények kiürítését.[2]
- május 16–17. –  Megalakul a Magyarországi Általános Munkáspárt.[3]
- június 16. – Bulgáriában bevezetik a levát.[4]
- július 6. – Franciaországban nemzeti ünneppé nyilvánítják július 14-ét.[5]
- augusztus 30. – XIII. Leó pápa szentté avatja Cirill és Metód bizánci hittérítőket.[4]
- november 14. – Megnyílik Budapesten az Iparművészeti Főiskola.[6]
- december 13 – Transvaal Köztársaságban kikiáltják a függetlenséget.[7]
- december 20. – A bronkhorstpuriti csatával elkezdődik az első búr háború.[7]

### Határozatlan dátumú események
- az év folyamán –
  - Japánban 300 ezer résztvevővel parasztfelkelés tör ki, a felkelést leverik.[forrás?]
  - Az USA-ban és néhány európai országban megjelennek az első érmebedobásos nyilvános telefonkészülékek.[forrás?]
  - Megépül a pesti Hermina-mezei 100 m³-es, téglafalazatú, vaslemezes tartályú víztorony, amely a maga nemében az első volt a fővárosban.[8]
  - Megtörténik az első mesterséges haltelepítés a Balatonba.[8]

## Az év témái

### 1880 az irodalomban
- Megjelenik Zola Nana című regénye.
- Megjelenik Guy de Maupassant első mesternovellája, a Gömböc.[9]
- Folytatásokban jelenik meg Lewis Wallace népszerű regénye, a Ben Hur.
- Budapesten megjelenik Kossuth Lajos Irataim az emigrációból című művének három kötete.

### 1880 a képzőművészetben
- Rodin elkészíti a Gondolkodót.

### 1880 a sportban
- augusztus 29. – Szekrényessy Kálmán, a Balaton-átúszások történetének első nagy alakja, a Siófok és Balatonfüred közötti távolságot 6 óra 40 perc alatt ússza végig. (Ez volt az első, időre mért úszás.)[8]

### 1880 a tudományban
- november 4. – Daytonban (Ohio, USA) James és John Ritty szabadalmaztatja a pénztárgépet.
- A transzformátor szabadalmát Magyarországon jegyzik be. A gyakorlati megvalósításra Déri Miksa, Bláthy Ottó Titusz és Zipernowsky Károly hathatós munkája után kerül sor.
- Azonosítják a lepra, malária és a hastífusz kórokozóját.

### 1880 a zenében
- Muszorgszkij megkomponálja a Hovanscsinát.

## Születések
- január 3. – Benárd Ágost orvos, keresztényszocialista politikus († 1968)
- január 6. – Tom Mix amerikai színész († 1940)
- január 12. – Lengyel Menyhért író († 1974)
- január 26. – Douglas MacArthur ötcsillagos amerikai tábornok († 1964)
- február 9. – Fejér Lipót magyar matematikus, az MTA tagja († 1959)
- február 12. – Szent Ġorġ Preca máltai pap, a Societas Doctrinae Christianae alapítója († 1962)
- február 21. – Pápai István magyar rendőrtiszt, városi főjegyző, országgyűlési képviselő († ?)
- március 15. – Rápolthy Lajos szobrász és éremművész († 1954)
- március 18. – Konkoly-Thege Kálmán magyar honvéd huszárezredes, országgyűlési képviselő († 1971)
- április 15. – Max Wertheimer cseh pszichológus, a pszichológia alaklélektani irányának egyik megalapítója († 1943)
- április 24. – Gideon Sundbäck svéd-amerikai mérnök, a cipzár fejlesztője († 1954)
- május 14. – Wilhelm List, a második világháború alatt hadsereg- és hadseregcsoport parancsnok († 1971)
- május 25. – Rupert Rezső ügyvéd, újságíró, országgyűlési képviselő († 1961)
- június 10. – Kaffka Margit író, költő († 1918)
- június 15. – Roska Márton régész († 1961)
- július 21. – Milan Rastislav Štefánik francia csillagász, tábornok, diplomata, Csehszlovákia egyik alapítója († 1919)
- augusztus 23. – Guillaume Apollinaire francia költő († 1918)
- szeptember 12. – Nagy Antal magyar műbútorasztalos, cégvezető, felsőházi tag († 1958)
- október 13. – Schenker Zoltán olimpiai bajnok vívó, katonatiszt († 1966)
- október 26. – Herzog József levéltáros, történész († 1941)
- október 28. – Hatvany Lajos, az MTA tagja († 1961)
- november 4. – Pór Bertalan Kossuth- és Munkácsy-díjas magyar festőművész, kiváló művész († 1964)
- november 6. – Robert Musil (er. Robert Edler von Musil), osztrák író, műkritikus († 1942)
- december 15. – Benkő Géza magyar jogász, vármegyei főügyész, országgyűlési képviselő († 1946)
- december 19. – Győrffy István botanikus, egyetemi tanár, az MTA tagja († 1959)
- december 20. – Horváth Zoltán ügyvéd, újságíró, kiskunfélegyházi helyi politikus, országgyűlési képviselő († 1945)
- december 23. - Lenhardt János hegedű- és hárfakészítő hangszerész († 1931)
- december 30. – Földes Dezső kétszeres olimpiai bajnok vívó († 1950)

## Halálozások
- február 6. – Csepreghy Ferenc író, költő, a Petőfi Társaság tagja (* 1842)
- április 8. – Haberern Jonatán teológiai tanár, filozófiai író, az MTA levelező tagja (* 1818)
- április 29. – Franz Eybl osztrák biedermeier festő (* 1806)
- május 20.
  - Alexy Károly szobrász (* 1816)
  - William Hallowes Miller(wd) walesi mineralógus (* 1801)
- május 29. – Bing János kereskedő, költő (* 1800)
- június 5. – Orlai Petrics Soma festő (*1822)
- augusztus 8. – Esterházy Johanna hárfás és mecénás (* 1798)
- október 21. – Quirinus Harder(wd) holland építész (* 1801)
- október 28. – Hüll Ferenc tótsági esperes (* 1800)
- november 8. – Andreas Peter Berggreen(wd) dán zeneszerző, orgonaművész (* 1801)
- november 27. – Gottfried Capesius magyar evangélikus gimnáziumi igazgató (* 1815)

## Európai időjárás
December és február között kemény tél Nyugat- és Közép-Európában.A Boden-tó és a Zürichi-tó befagyott.